# 1930-as labdarúgó-világbajnokság (3. csoport)
Az 1930-as labdarúgó-világbajnokság 3. csoportjának mérkőzéseit július 14. és július 21. között játszották. A csoportban a házigazda Uruguay, Románia és Peru szerepelt.
A csoportból Uruguay jutott tovább. A mérkőzéseken 9 gól esett.

## Tabella
| Csapat  | M | Gy | D | V | G+ | G– | Gk | P |
| ------- | - | -- | - | - | -- | -- | -- | - |
| Uruguay | 2 | 2  | 0 | 0 | 5  | 0  | +5 | 4 |
| Románia | 2 | 1  | 0 | 1 | 3  | 5  | −2 | 2 |
| Peru    | 2 | 0  | 0 | 2 | 1  | 4  | −3 | 0 |

## Mérkőzések

### Románia – Peru
| 1930. július 14. 14:50 UYT (UTC−03:30) |

| Románia                         | 3–1               | Peru               |
| ------------------------------- | ----------------- | ------------------ |
| Dezső 1' Stanciu 79' Kovács 89' | (1–0) Jegyzőkönyv | Souza Ferreira 75' |

| Estadio Pocitos, Montevideo Nézőszám: 2549 Játékvezető: Alberto Warnken (chilei) |

| Románia | Peru |

| KA                   |  | Ion Lăpușneanu      |
| V                    |  | Bürger Rudolf       |
| V                    |  | Steiner Béla        |
| KP                   |  | Eisenbeisser Alfréd |
| KP                   |  | Vogl Imre (csk)     |
| KP                   |  | Raffinsky László    |
| CS                   |  | Kovács Miklós       |
| CS                   |  | Dezső Béla          |
| CS                   |  | Wetzer Rudolf       |
| CS                   |  | Constantin Stanciu  |
| CS                   |  | Ștefan Barbu        |
| Szövetségi kapitány: |  |                     |
| Constantin Rădulescu |  |                     |

| KA                   |  | Juan Valdivieso       |     |
| V                    |  | Mario de las Casas    |     |
| V                    |  | Alberto Soria         |     |
| KP                   |  | Plácido Galindo (csk) | 70′ |
| KP                   |  | Domingo García        |     |
| KP                   |  | Alberto Denegri       |     |
| CS                   |  | Julio Lores           |     |
| CS                   |  | Alejandro Villanueva  |     |
| CS                   |  | José María Lavalle    |     |
| CS                   |  | Demetrio Neyra        |     |
| CS                   |  | Luis Souza Ferreira   |     |
| Szövetségi kapitány: |  |                       |     |
| Francisco Bru        |  |                       |     |

| Partjelzők: John Langenus (belga) Francisco Mateucci (uruguayi) |

### Uruguay – Peru
| 1930. július 18. 14:30 UYT (UTC−03:30) |

| Uruguay    | 1–0               | Peru |
| ---------- | ----------------- | ---- |
| Castro 65' | (0–0) Jegyzőkönyv |      |

| Estadio Centenario, Montevideo Nézőszám: 57 735 Játékvezető: John Langenus (belga) |

| Uruguay | Peru |

| KA                   |  | Enrique Ballesteros  |
| V                    |  | Domingo Tejera       |
| V                    |  | José Nasazzi (csk)   |
| KP                   |  | José Leandro Andrade |
| KP                   |  | Lorenzo Fernández    |
| KP                   |  | Álvaro Gestido       |
| CS                   |  | Santos Urdinarán     |
| CS                   |  | Héctor Castro        |
| CS                   |  | Pedro Petrone        |
| CS                   |  | Pedro Cea            |
| CS                   |  | Santos Iriarte       |
| Szövetségi kapitány: |  |                      |
| Alberto Suppici      |  |                      |

| KA                   |  | Jorge Pardón           |
| V                    |  | Mario de las Casas     |
| V                    |  | Antonio Maquilón (csk) |
| KP                   |  | Plácido Galindo        |
| KP                   |  | Alberto Denegri        |
| KP                   |  | Eduardo Astengo        |
| CS                   |  | Julio Lores            |
| CS                   |  | Alejandro Villanueva   |
| CS                   |  | José María Lavalle     |
| CS                   |  | Demetrio Neyra         |
| CS                   |  | Luis Souza Ferreira    |
| Szövetségi kapitány: |  |                        |
| Francisco Bru        |  |                        |

| Partjelzők: Thomas Balvay (francia) Henry Christophe (belga) |

### Uruguay – Románia
| 1930. július 21. 14:50 UYT (UTC−03:30) |

| Uruguay                                   | 4–0               | Románia |
| ----------------------------------------- | ----------------- | ------- |
| Dorado 7' Scarone 26' Anselmo 31' Cea 35' | (4–0) Jegyzőkönyv |         |

| Estadio Centenario, Montevideo Nézőszám: 70 022 Játékvezető: Almeida Rêgo |

| Uruguay | Románia |

| KA                   |  | Enrique Ballesteros  |
| V                    |  | Ernesto Mascheroni   |
| V                    |  | José Nasazzi (csk)   |
| KP                   |  | José Leandro Andrade |
| KP                   |  | Lorenzo Fernández    |
| KP                   |  | Álvaro Gestido       |
| CS                   |  | Pablo Dorado         |
| CS                   |  | Héctor Scarone       |
| CS                   |  | Peregrino Anselmo    |
| CS                   |  | Pedro Cea            |
| CS                   |  | Santos Iriarte       |
| Szövetségi kapitány: |  |                      |
| Alberto Suppici      |  |                      |

| KA                   |  | Ion Lăpușneanu      |
| V                    |  | Bürger Rudolf       |
| V                    |  | Czakó József        |
| KP                   |  | Eisenbeisser Alfréd |
| KP                   |  | Vogl Imre (csk)     |
| KP                   |  | Corneliu Robe       |
| CS                   |  | Kovács Miklós       |
| CS                   |  | Dezső Béla          |
| CS                   |  | Wetzer Rudolf       |
| CS                   |  | Raffinsky László    |
| CS                   |  | Ștefan Barbu        |
| Szövetségi kapitány: |  |                     |
| Constantin Rădulescu |  |                     |

| Partjelzők: Alberto Warnken (chilei) Ulises Saucedo (bolíviai) |